# الأصمعي
أَبُو سَعِيدٍ عَبْدُ الْمَلِكِ بْنُ قُرَيْبِ بْنِ عَبْدِ الْمَلِكِ بْنِ عَلِيِّ بْنِ أَصْمَعَ اَلْبَاهِلِي اَلْبَصَرِيَّ المَعروف بَالْأَصَمَعِي (123 هـ- 216 هـ/ 741 - 831 م) راوية العرب، وأحد أئمة العلم باللغة والشعر والبلدان.

## نسبه
هو : عَبْد الملك بْن قُريب بْن عَبْد الملك بْن عليّ بْن أصمع بْن مُظهّر بن رياح الباهلي 

## نبذة عن حياته
مولده ووفاته في البصرة. كان كثير التطواف في البوادي، يقتبس علومها ويتلقى أخبارها، ويتحف بها الخلفاء، فيكافأ عليها بالعطايا الوافرة. أخباره كثيرة جداً. وكان الرشيد يسميه (شيطان الشعر). قال الأخفش: ما رأينا أحداً أعلم بالشعر من الأصمعي. وقال أبو الطيب اللغوي: كان أتقن القوم لغةً، وأعلمهم بالشعر، وأحضرهم حفظاً. وكان الأصمعي يقول: أحفظ عشرة آلاف أرجوزة. وللمستشرق الألماني وليم أهلورد كتاب سماه (الأصمعيات-ط) جمع فيه بعض القصائد التي تفرد الأصمعي بروايتها. تصانيفه كثيرة، منها (الإبل-ط)، و(الأضداد-ط)، و(خلق الإنسان-ط)، و(المترادف-خ)، و(الفرق-ط) أي الفرق بين أسماء الأعضاء من الإنسان والحيوان.

## تعليمه
عاش في أسرة متعلمة بدليل ما رواه عن أبيه من أخبار وطلب العلم في (الكتاب) ،وتطورت العلوم النقلية فقد تطورت تطوراً كبيراً ومن أهمها: القراءات القرآنية، إذ عاش في هذا العصر من كبار القراء أبو عمرو بن العلاء وحمزة بن حبيب والكسائي. وبدأ جمع الحديث فكان لإبن جريح والأوازعي وسفيان الثوري ثم بدأت مرحلة التأليف في الحديث فكان علم الجرح والتعديل وأشهر رجاله يحيى بن معين، وبرز في هذا العصر كبار الفقهاء كالإمام أبي حنيفة ومالك بن أنس والشافعي وأحمد بن حنبل وقد هيأت الظروف للأصمعي فرصة اللقاء بهؤلاء العلماء وغيرهم فتتلمذ على أيديهم وتابع مجالسهم في مدينة البصرة منذ أن كان صبياً حتى أن صار علماً من أعلامها، وتابع أجواءها العلمية.
تطورت الحركة العلمية في عصره بسبب تمازج الثقافات وتشجيع الخلفاء فعقدت مجالس المناظرة في قصور الخلفاء وكانت حافزاً للعلماء على البحث والنظر وأسهم الأصمعي فيها إلى جانب من أسهم من علماء عصره.
والأصمعي واحد ممن عرف ألواناً من ثقافات البصرة الدخيلة فقد كانت رغبته شديدة في تحصيل العلم، يدلنا على ذلك عمق ثقافته وغزارة علمه وسعة إطلاعه، وانعكاس ذلك كله على كثرة مؤلفاته.
وقد أفاد الأصمعي من رحلاته إلى بغداد حيث أقام فيها مدة وخرج منها أكثر علماً مما دخل، كما أنه في مكة قرأ شعر هذيل على الشافعي.
إن علم الأصمعي لم يكن علم سماع من الأعراب ورواية فحسب بل كان علم رواية ودرس دراية.
وقد حدث عن نفسه أنه حفظ اثني عشرة أرجوزة قبل أن يبلغ الحلم.

## العلوم الطبيعية
كما كان الأصمعي رائداً في العلوم الطبيعية وعلم الحيوان، وخاصة تصنيف الحيوان وتشريحها، وذلك بسبب معرفته بالمفردات العربية والبحث عن المصطلحات الأصلية التي يستخدمها العرب للحيوانات.
في حادثة رددها العديد من المؤرخين، جلب الفضل بن الربيع حصاناً وطلب من كل من الأصمعي وأبوعبيدة معمر بن المثنى (الذي كتب أيضًا على نطاق واسع عن علم الحيوان) لتحديد المصطلحات الصحيحة لكل جزء من تشريح الحصان. اعتذر أبو عبيدة عن هذا التحدي قائلا إنه كان لغوي وليس طبيباَ بيطرياَ. ثم قفز الأصمعي إلى الحصان، وحدد كل جزء من جسده، وقدم أمثلة من الشعر العربي الذي يوضح المصطلحات كمفردات عربية مناسبة.
ويعتبر أول عالم مسلم درس الحيوانات بالتفصيل. كتب العديد من الأعمال في هذا المجال مثل:
- كتاب الخيل
- كتاب الإبل
- كتاب الفارق (كتاب الحيوانات النادرة)
- كتاب الوحوش ( عن الحيوانات البرية)
- كتاب الشاة
- كتاب خلق الإنسان.

## شهرته
تمتع الأصمعي بشهرة واسعة فقد كانت الخلفاء تجالسه وتحب منادمته، وقد هيأت مجالس الرشيد له أن يذيع صوته في كل الأوساط والمحافل الأدبية فسعى يجمع الأخبار والأشعار، ويدقق في اختياره لها وفي إنشاده، بحيث دفعت هذه الشهرة الرواة أن يضعوا أخباراً وأقوالاً تنسب إليه.
ومما يبرهن على شهرته الواسعة، وتفوقه على أقرانه ما نراه من غالب المصنفين الذين جاءوا من بعده يستقون ثروته اللغوية والأدبية. كما أن كتب اللغة والأدب قد جمعت الكثير من الأخبار والأشعار التي يرويها، وكان يعلل شهرته بقوله: وصلت بالعلم، وكسبت بالملح.

## مكتبته
كانت للأصمعي مكتبة اختلفت المصادر في ذكر عدد كتبها، فالأصفهاني ينقل على لسان الأصمعي قائلاً: لما خرجنا إلى الرقة، قال لي: هل حملت معك شيئاً من كتبك؟ قلت: نعم! حملت ما خف حمله، فقال: كم؟ فقلت: ثمانية عشر صندوقاً، فقال: هذا لما خففت، فلو ثقلت كم كنت تحمل؟ فقلت أضعافها، فجعل يعجب!

## ما قاله النقاد
كان سفيان الثوري يشير إلى وصف ابن مناذر للأصمعي بأنه أحفظ الناس، وقال الأزهري فيه: وكان أكثر علمه على لسانه.
أما الرياشي فيقول: سمعت الأصمعي يقول قال خلف: يغلبني الأصمعي بحضور الحجة، وشهد بذلك تلميذه اسحاق الموصلي حيث أشار قائلاً: أعجب من قرب لسانه من قلبه وإجادة حفظه متى أراده.
قال: حماد بن إسحاق: سمعت أبي يقول: ما رأيت أحداً قط أعلم بالشعر من الأصمعي، ولا أحفظ لجيده، ولا أحضر جواباً منه، ولو قلت إنه لم يك مثله أحد، ما خفت كذبا .
وقد نقل أبو العيناء حديث كيسان فقال: قال خلف الأحمر ويلك إلزم الأصمعي ودع أبا عبيدة، فإنه أفرس الرجلين بالشعر.
وقال الأخفش: لم أدرك أحداً أعلم بالشعر من خلف الأحمر والأصمعي، وقال الرياشي فسألته أيهما أعلم؟ قال: الأصمعي، قلت لم؟ قال: لأنه كان أعلم بالنحو.
وقال إسحاق الموصلي: لم أر كالأصمعي يدعي شيئاً من العلم، فيكون أحداً أعلم منه.
كما قال ابن الأعرابي: شهدت الأصمعي وقد أنشأ نحواً من مائتي بيت، ما فيها بيت عرفناه. ويقول ابن الأنباري: الأصمعي يد غراء في اللغة لا يعرف فيها مثله، وفي كثرة الرواية.
وقال أبو الطيب اللغوي: كان أتقن القوم لللغة وأعلمهم بالشعر، وكذلك ذكر السيوطي: وكان من أعلم الناس في فنه.
ويذكر ابن المرزباني: وكان الأصمعي من أروى الناس للرجز، أما الأزهري فقال: وكان الأصمعي أذكى من أبي عبيدة وأحفظ للغريب منه، وكان أبو عبيدة أكثر رواية منه.
وسلكه الزبيدي في الطبقة الثالثة من طبقات اللغويين البصريين، كما عده الأزهري في الطبقة الثانية من اللغويين اللذين أخذ عنهم، وترتيب كل من الزبيدي والأزهري قائم على التسلسل التاريخي لا المنزلة العلمية.

## مؤلفاته
- الإبل - الأبواب - أبيات المعاني - الأجناس - الأخبية والبيوت - الاختيار - الأراجيز - أسماء الخمر - الاشتقاق - الأصمعيات - الأصوات - أصول الكلام
- الأضداد - الألفاظ - الأمثال - الأنواء - الأوقاف - تأريخ الملوك - جزيرة العرب- الخراج - خلق الفرس - الخيل - الدارات - الدلو - الرحل - السرج واللجام والشوى والنعال والترس - السلاح - الشاء - الصفات - غريب الحديث - غريب القرآن فتوح عبد الملك بن قريب الأصمعي - فحولة الشعراء
- القصائد الست - القلب والإبدال - الكلام الوحشي - لحن العامة - اللغات - ما اتفق لفظه واختلف معناه - ما اختلف لفظه واتفق معناه - ما تكلم به العرب فكثر في أفواه الناس - المذكر والمؤنث - المصادر- معاني الشعر - المقصور والممدود - مياة العرب- الميسر والقداح - النبات والشجر - النحلة
- النسب - النوادر - نوادر الأعراب - الهمز - الوجوه - الوحوش

## وفاته
توفي بالبصرة، وتختلف المصادر في تعيين سنة وفاته فتذكر بعضها انه توفي سنة 208هـ والبعض يقول 211هـ وآخرون 216هـ

## وصلات خارجية
- الأصمعي على موقع الموسوعة البريطانية (الإنجليزية)
- الأصمعي على موقع ميوزك برينز (الإنجليزية)
- ديوان عبد الملك الأصمعي في بوابة الشعراء